# Józefów (Rychwał)
Józefów – część miasta Rychwał w Polsce położona w województwie wielkopolskim, w powiecie konińskim, w gminie Rychwał.
Józefów znajduje się w południowej części miasta, około kilometra od głównej części. Ma charakter ulicówki.
Dawniej folwark w gminie Dąbroszyn. 1 stycznia 1923 włączony do Rychwała.